# Clitocybe nebularis
Clitocybe nebularis (August Batsch (1789) ex Paul Kummer, 1871), sin. Lepista nebularis (August Batsch ex Harri Harmaja, 1974), este o specie de ciuperci limitat comestibilă din încrengătura Basidiomycota în familia Tricholomataceae și de genul Clitocybe. Acest soi saprofit, denumit în popor cenușăreasă sau ciuperca cețurilor, apare foarte des toamna, crescând în grupuri cu multe exemplare precum în cercuri de vrăjitoare. El se poate găsi în România, Basarabia și Bucovina de Nord în păduri de foioase și de conifere, prin luminișuri ierboase, de la câmpie până la munte, din septembrie până în noiembrie (decembrie).

## Descriere

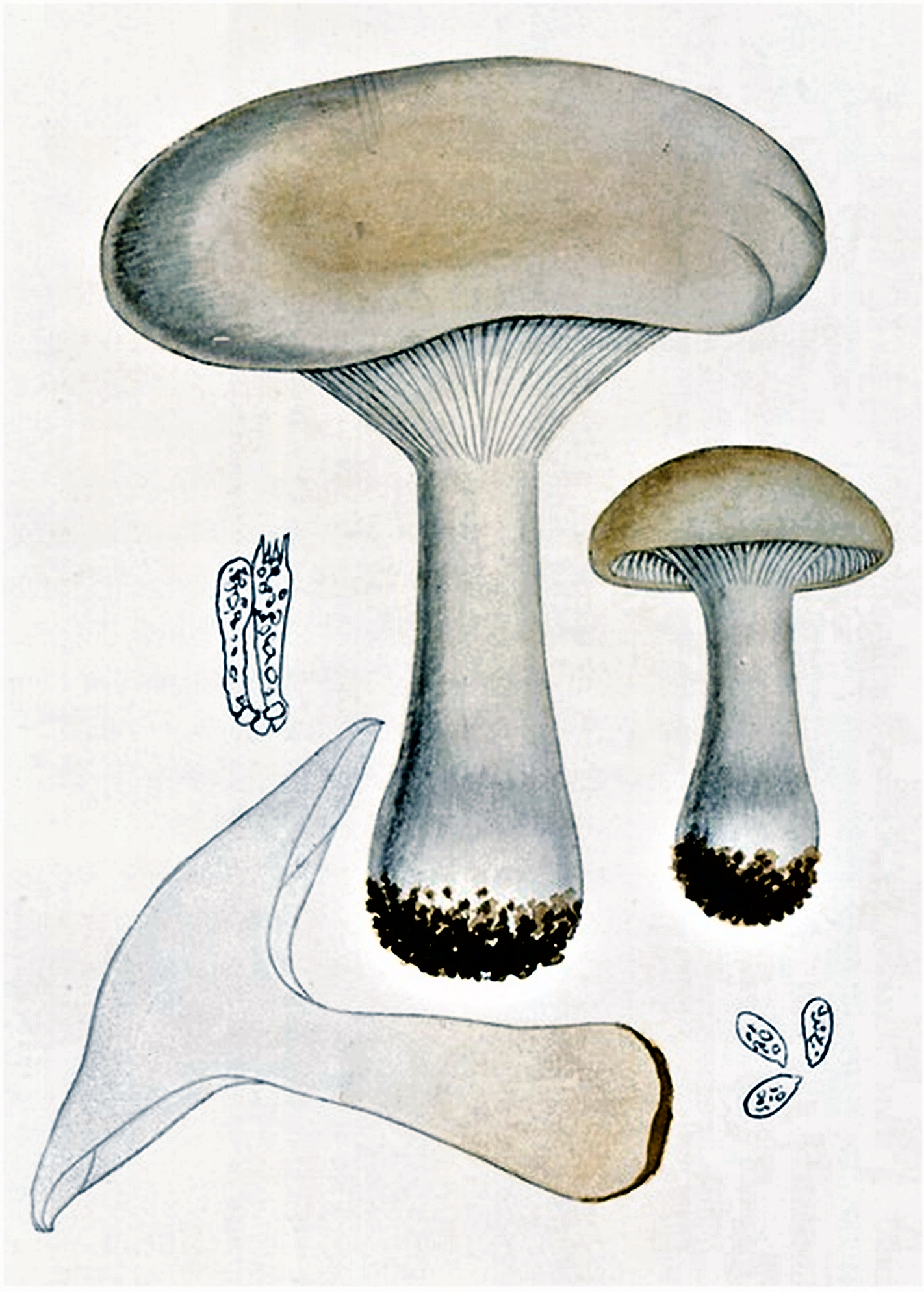
Bres.: Clitocybe nebularis

- Pălăria: este de mărime medie pentru ciuperci plin dezvoltate cu un diametru de aproximativ 5-15 (20) cm, fiind inițial convexă precum cu marginea răsucită spre interior, ca apoi, la maturitate, să devină din ce în ce mai aplatizată, căpătând la bătrânețe formă de pâlnie cu o suprafață ondulată neregulat. Cuticula, care poate fi decojită până la mijlocul pălăriei, este netedă și ușor brumată în tinerețe. Coloritul variază între albicios, gri deschis, cenușiu și gri-brun.
- Lamelele: sunt dese, lungi, inegale, destul de subțiri precum arcuit decurente la picior precum ușor de îndepărtat. Culoarea lor tinde între albicios și crem-gălbui.
- Piciorul: are o înălțime de 6–15 cm și o lățime de 1,5–3 cm, este cărnos, plin, la bătrânețe spongios și adesea aproape gol în interior, fiind cilindric și ușor bombat spre baza focoasă precum fibros-canelat pe dinafară. Coloritul lui este albicios cu nuanțe gri-brune sau brun-roșiatice.
- Carnea: este tare și groasă, mai târziu moale, fiind albă. Mirosul este insistent dulce-aromatic cu un ton pentru mulți culegători deja dezagreabil de făină, gustul fiind plăcut, ușor amărui.
- Caracteristici microscopice: are spori necolorați, elipsoidali, netezi, cu o mărime de 6-8 x 3,5-5 microni. Pulberea lor este crem-gălbuie.[4][5][6]
- Reacții chimice: Buretele se decolorează cu acid azotic roz până purpuriu, cu fenol maro, cu sulfovanilină imediat volatil roșu-violet și cu tinctură de Guaiacum după zece minute albastru-verzui.[7]

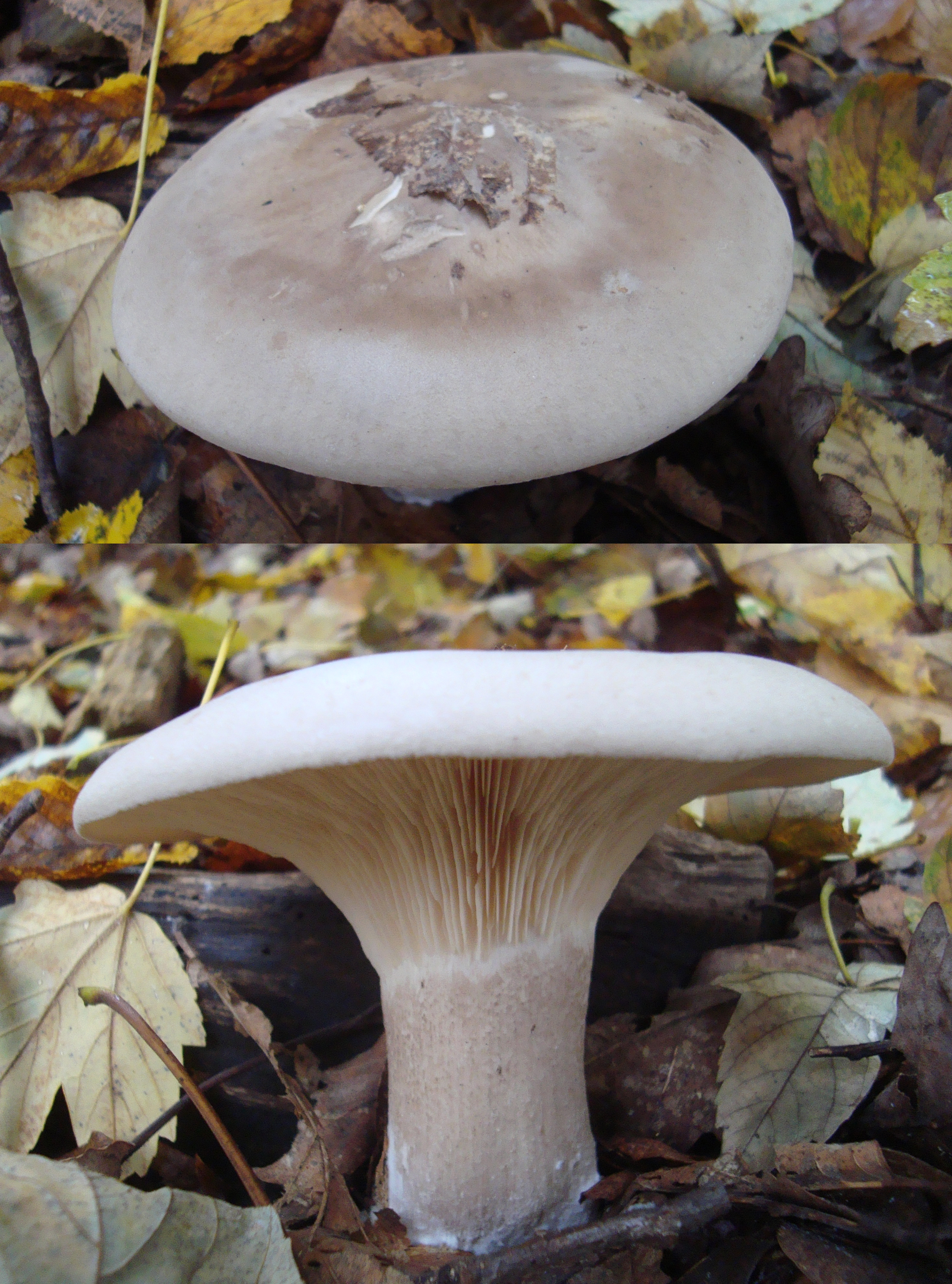
C. nebularis, lamele spre picior
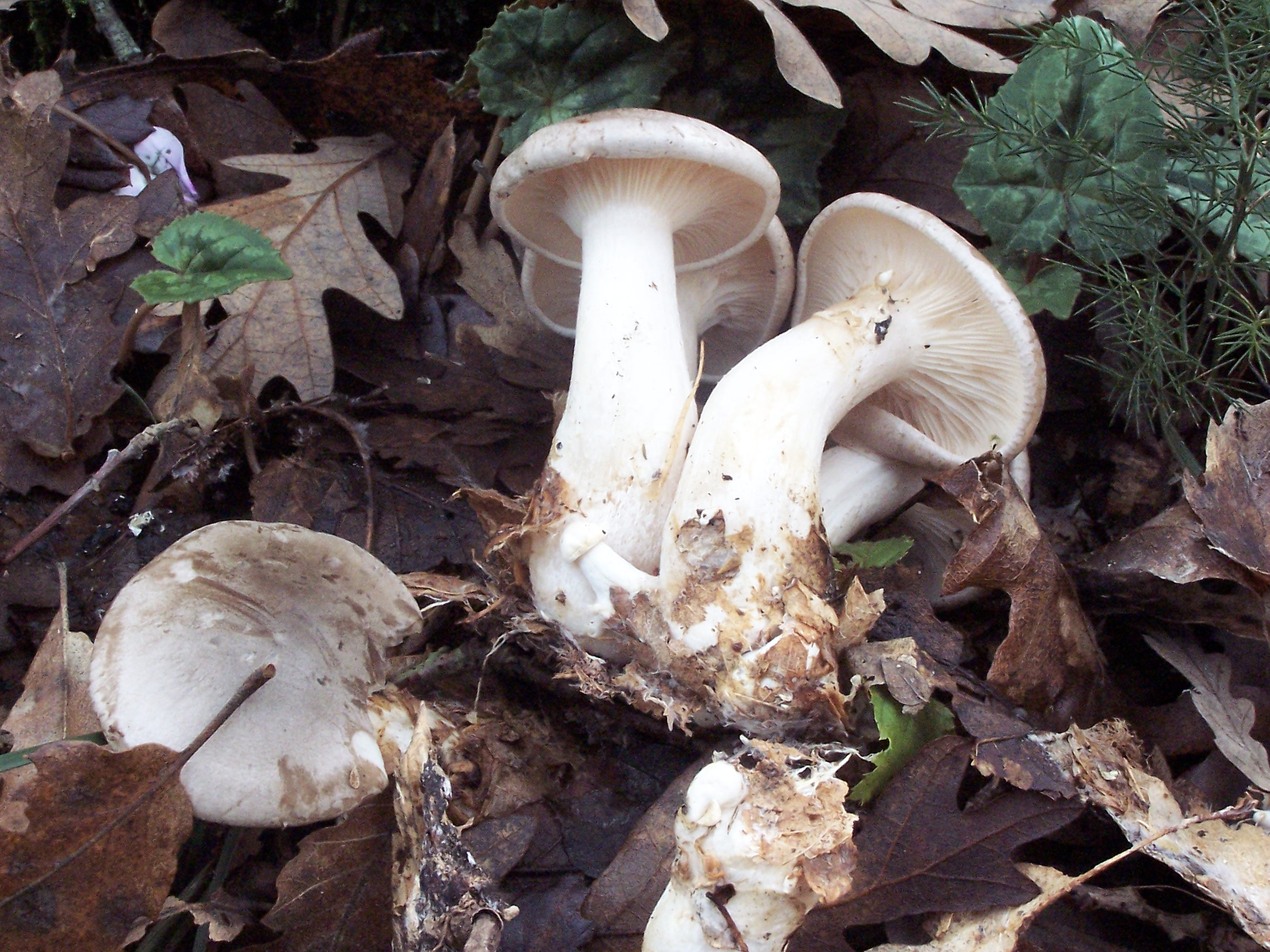
C. nebularis tineri
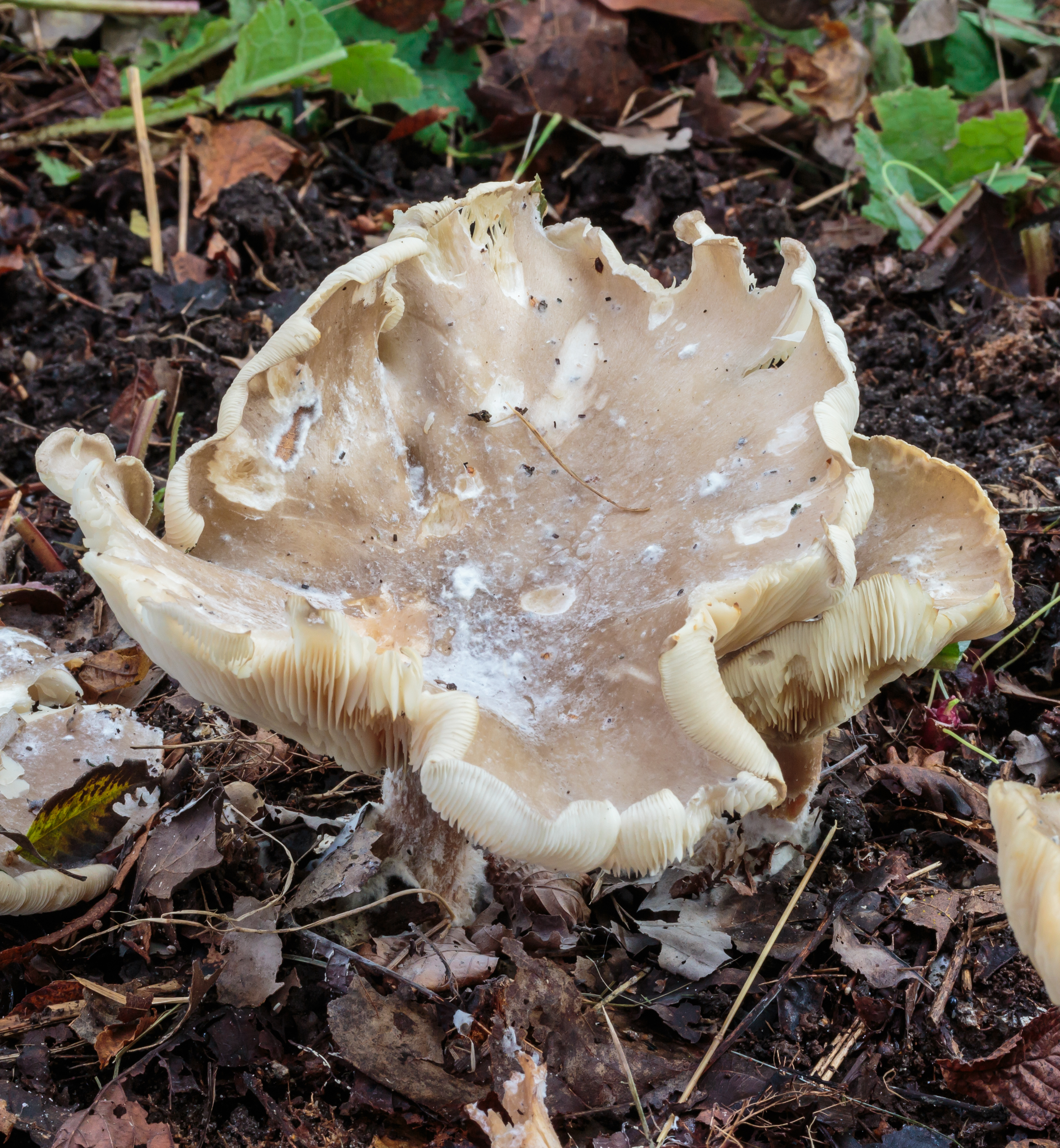
C. nebularis bătrân
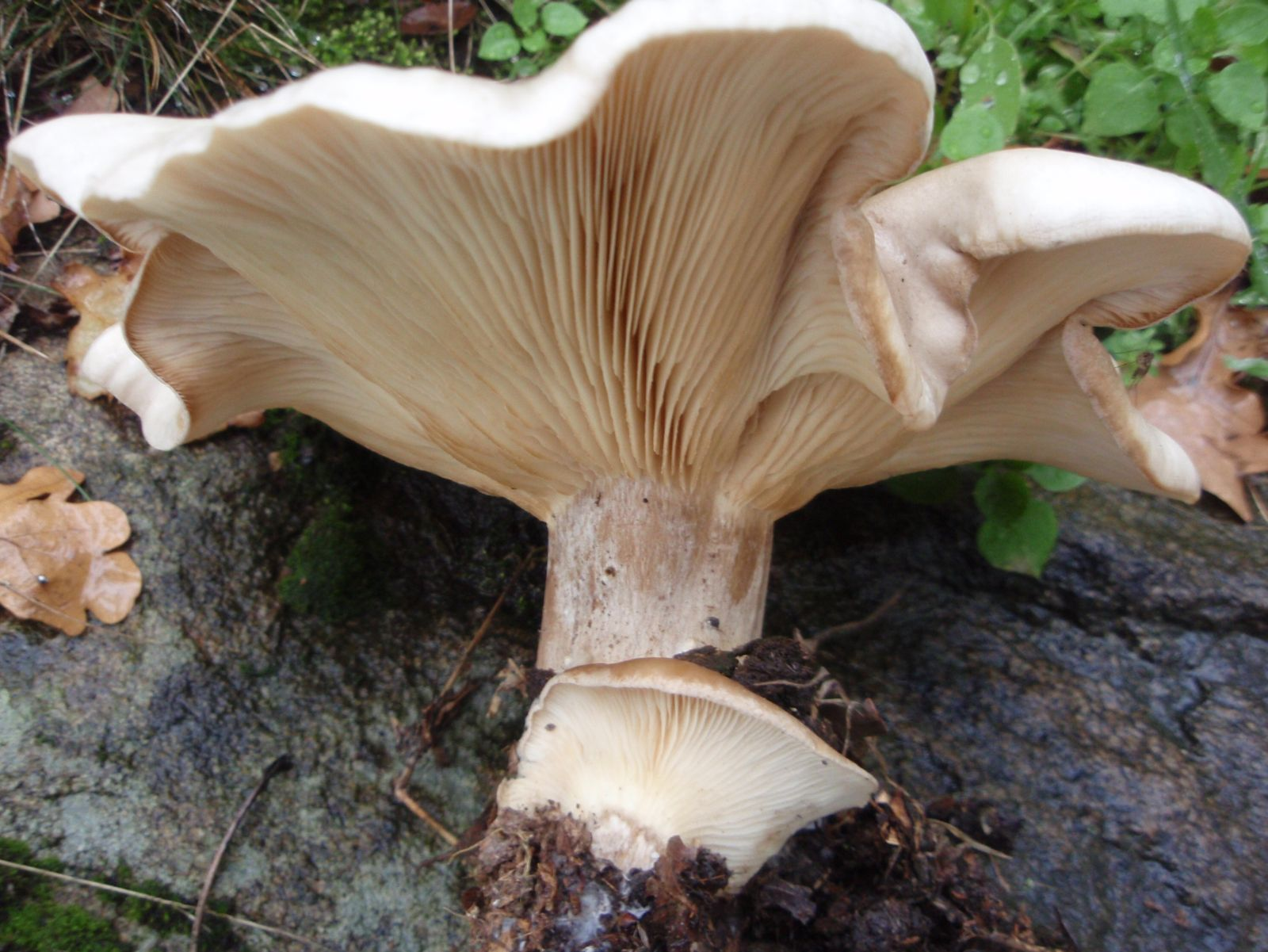
C. nebularis albuie
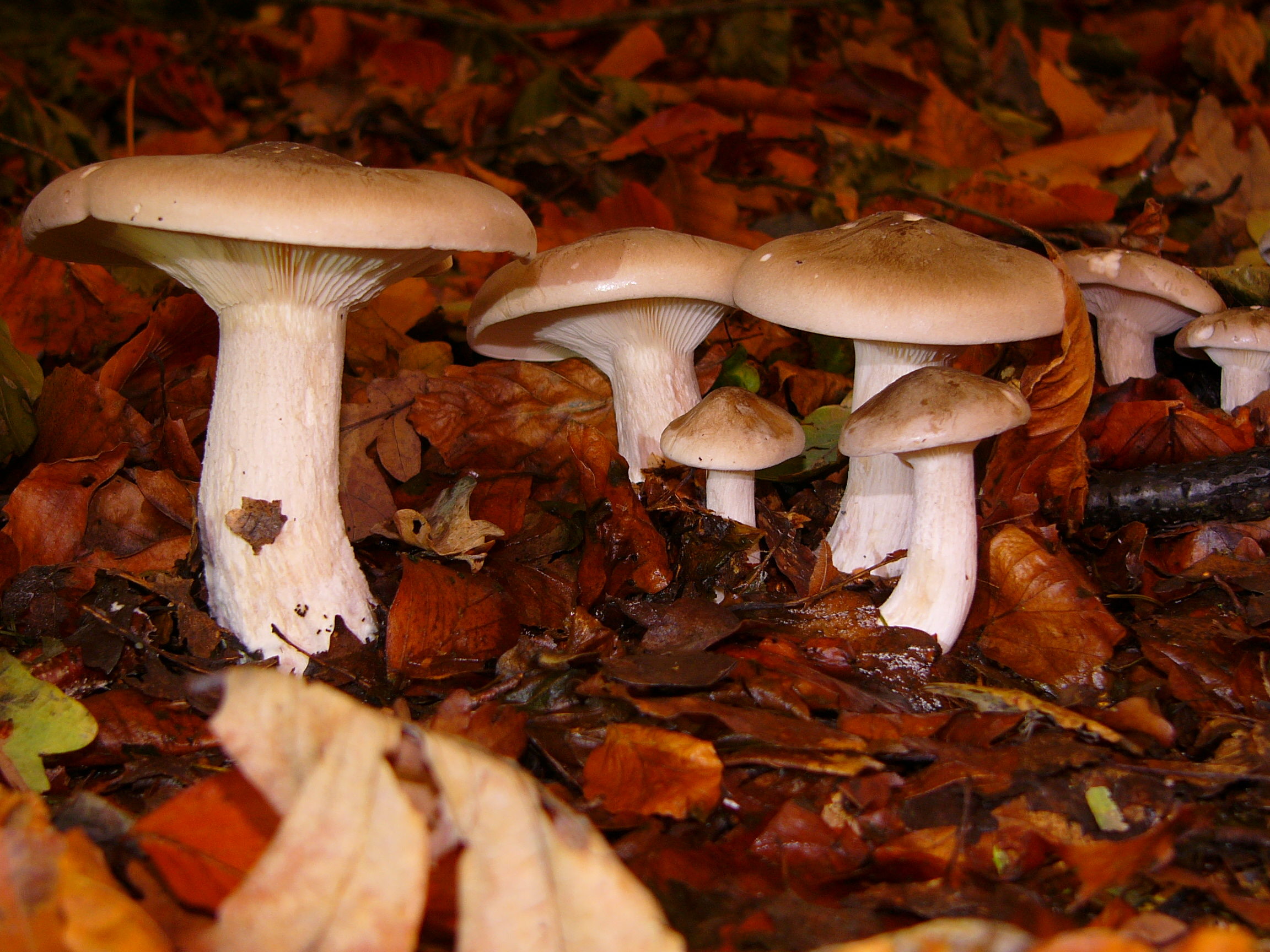
C. nebularis mai maronie
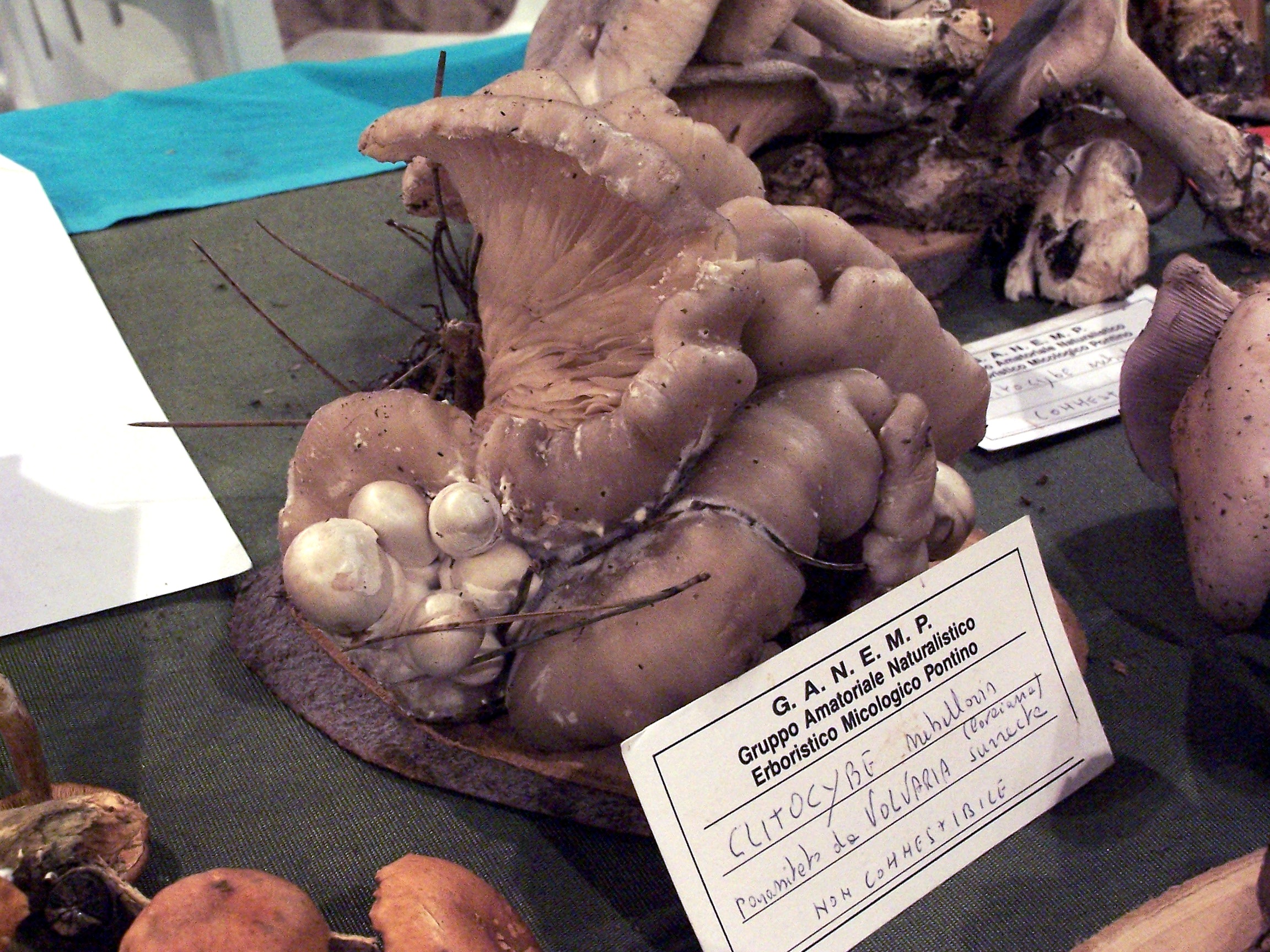
C. nebularis parazitat de Volvariella surrecta
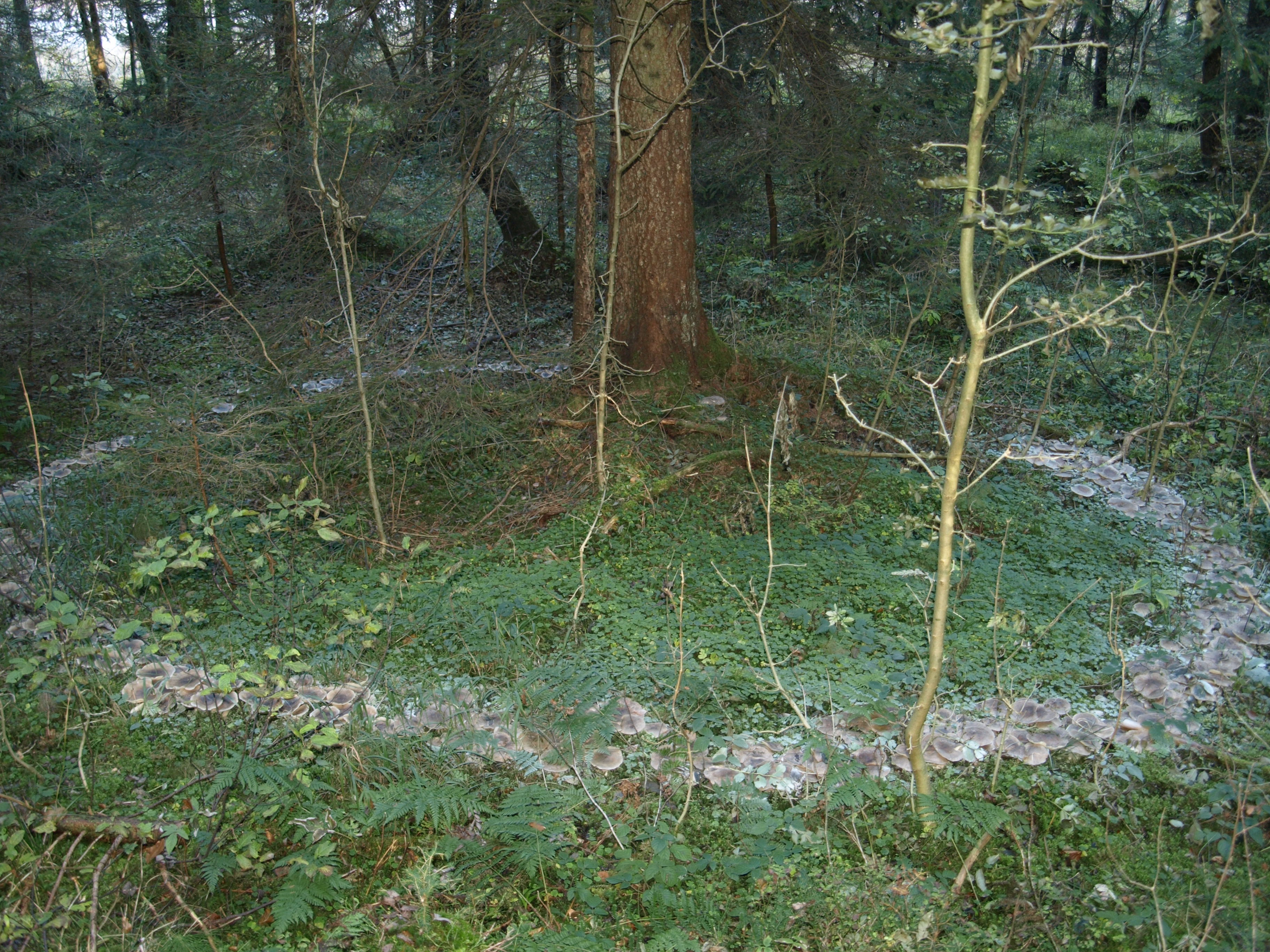
C. nebularis, cerc de vrăjitoare

## Confuzii
Lepista nuda poate fi confundată ușor cu alte specii de colorit similar, ca de exemplu cu  Cortinarius alboviolaceus (necomestibil, în tinerețe cu lamele gri-violete, miros și gust de cartofi cruzi), Cortinarius argentatus (necomestibil), Cortinarius caerulescens (necomestibil, Cortinarius camphoratus (necomestibil), Cortinarius cyanites (necomestibil, în tinerețe cu lamele albastru-violete, la bătrânețe brun-violete, miros dulcișor și gust amar), Cortinarius iodes (comestibil, cu cuticulă mucoasă, în tinerețe cu lamele violete, carnea fiind albă, miros și gust neostentativ), Cortinarius salor (comestibil, cuticulă mucoasă, în tinerețe cu lamele violete, carnea fiind albicioasă până gri-brună cu nuanțe de albastru, miros și gust neostentativ), Cortinarius traganus (otrăvitor), Entoloma sinuatum (foarte otrăvitor), Lepista glaucocana (comestibilă, cuticulă gri-albăstruie, lamele gri-violete sau roze, miros pământos), Lepista nuda (comestibilă), Lepista personata (comestibilă, pălărie pal gri-maronie, lamele albuie până gri-albăstruie, miros plăcut) sau Tricholoma irinum sin. Lepista irina (comestibil).

## Specii asemănătoare în imagini

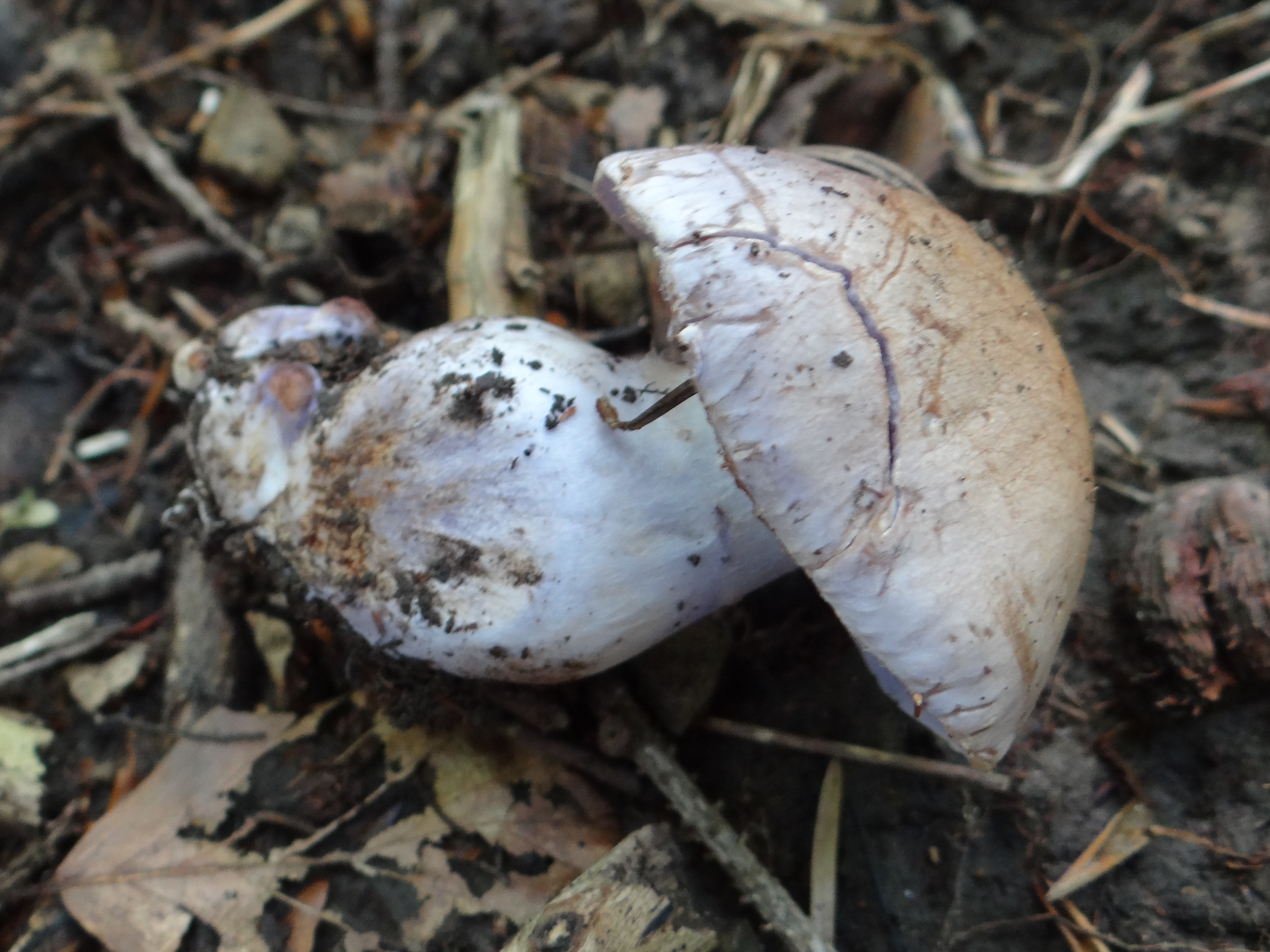
!Cortinarius alboviolaceus!
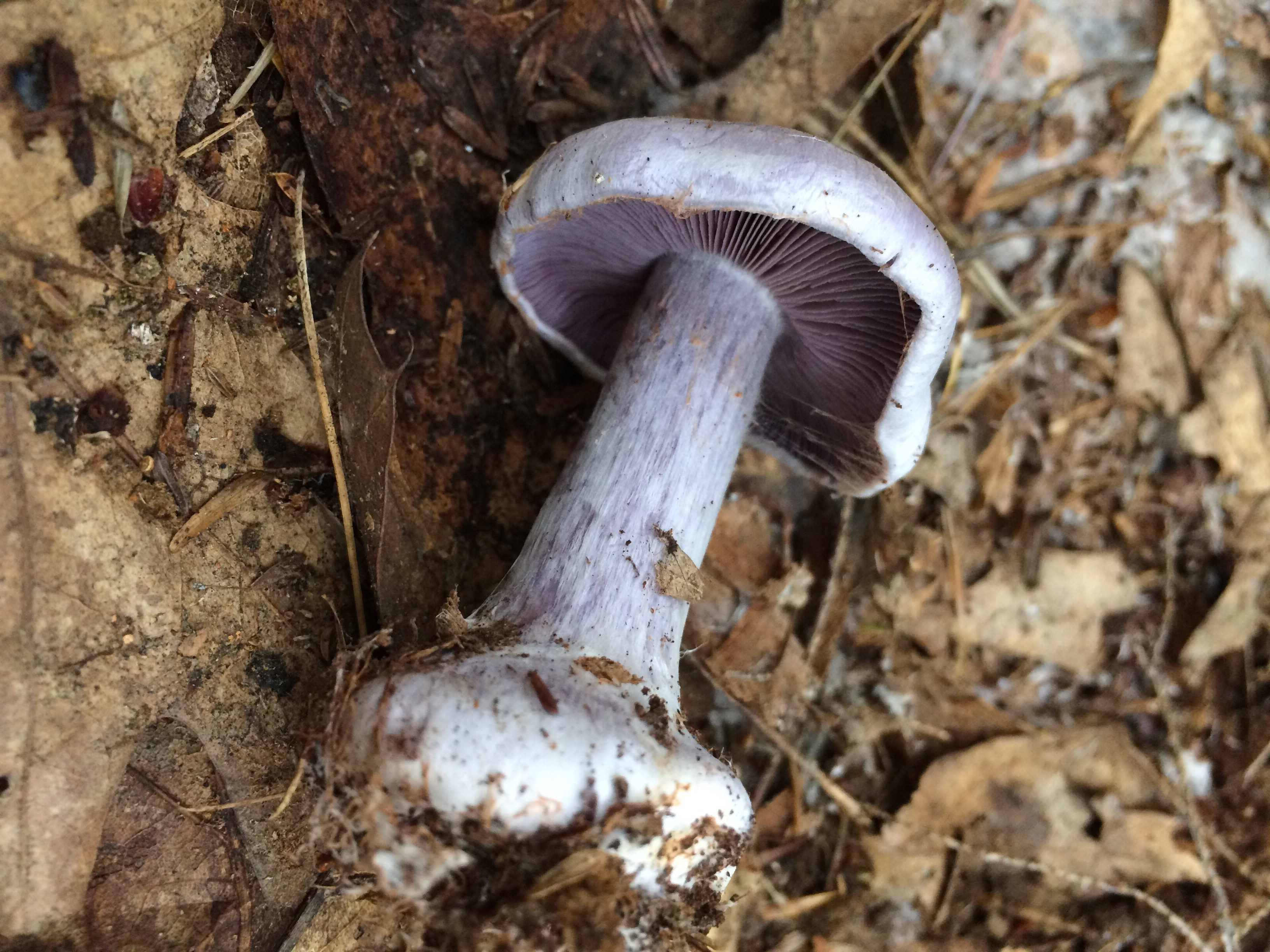
!Cortinarius argentatus!
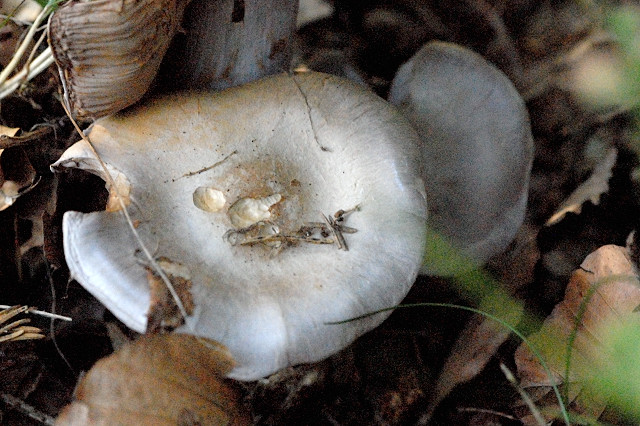
!Cortinarius caerulescens!
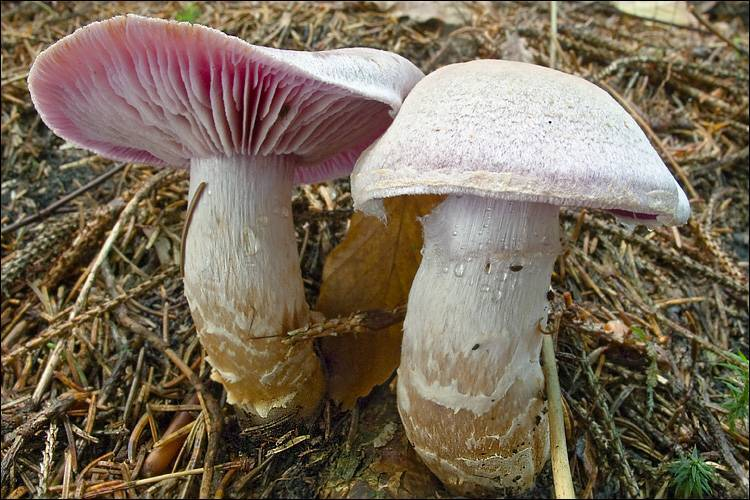
!Cortinarius camphoratus!
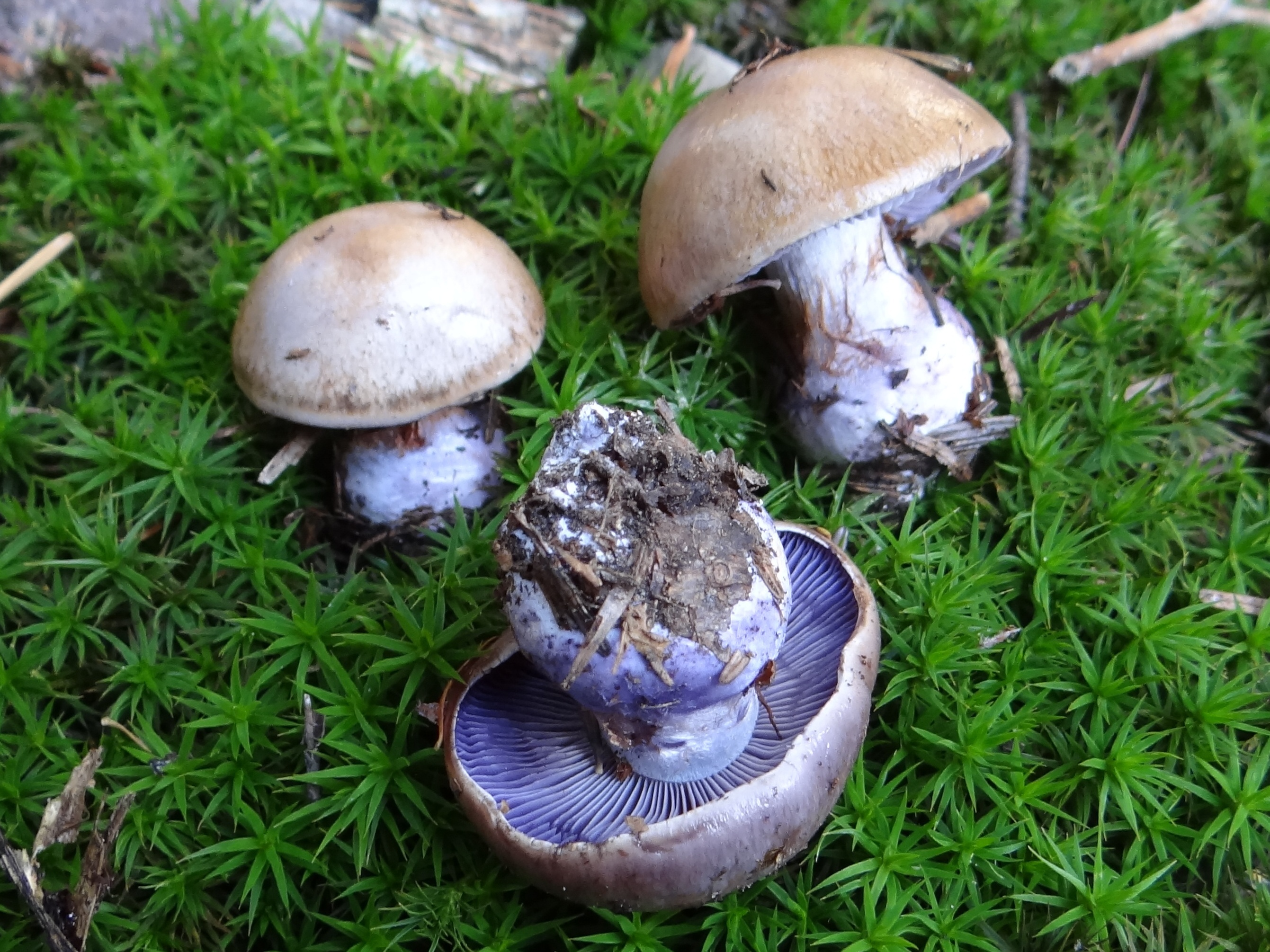
!Cortinarius cyanites!

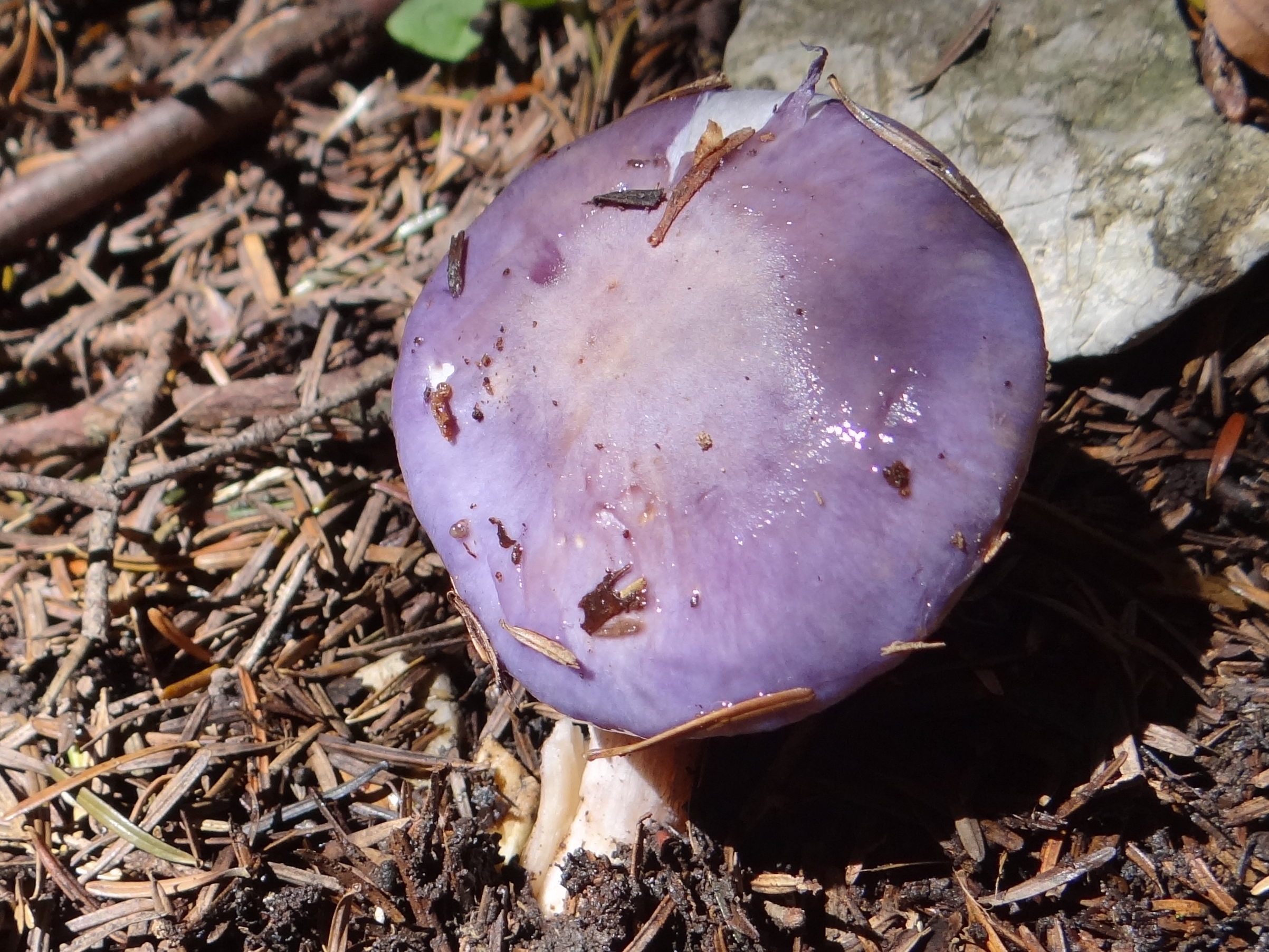
Cortinarius salor
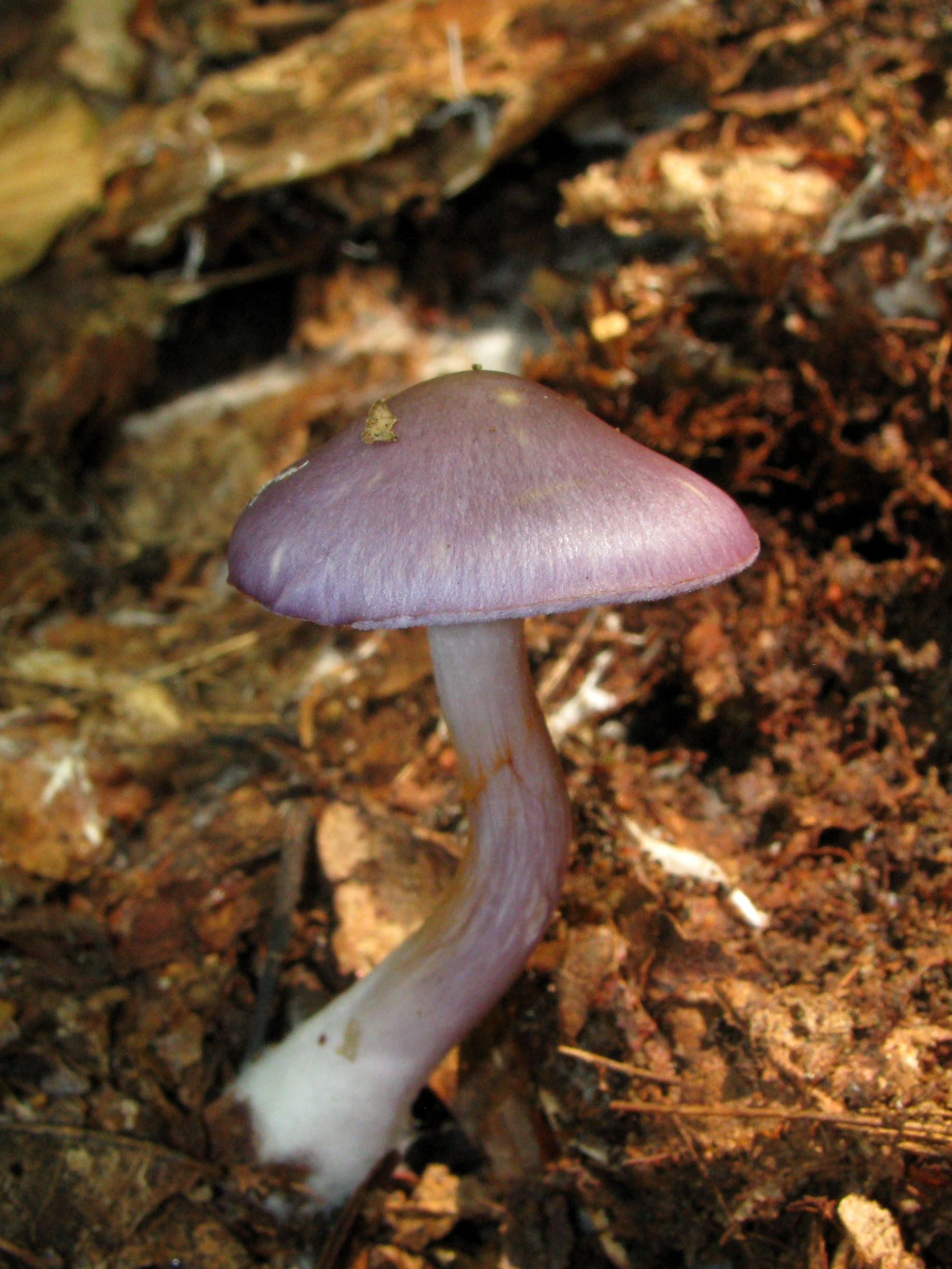
Cortinarius iodes
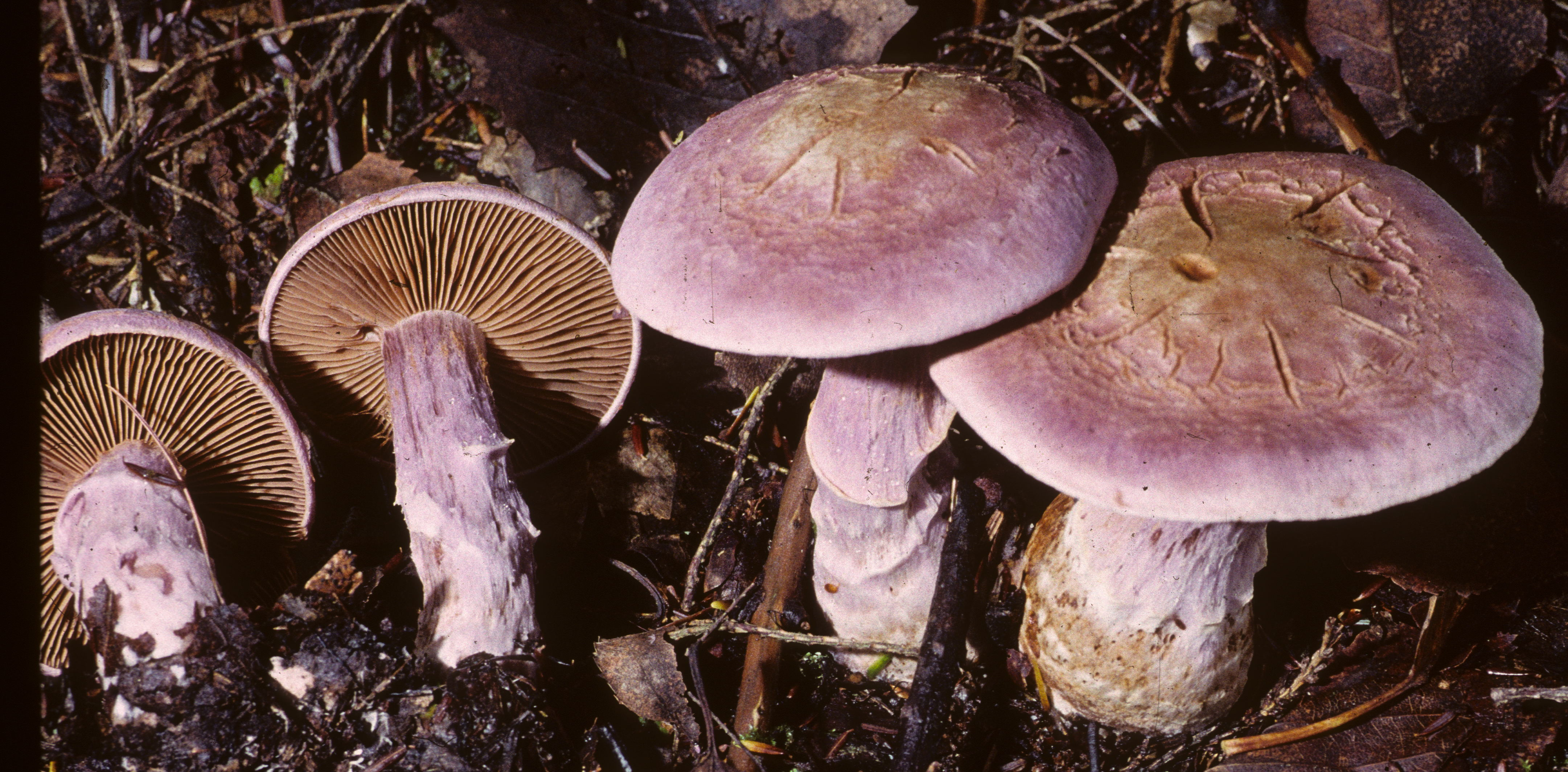
!!Cortinarius traganus!!
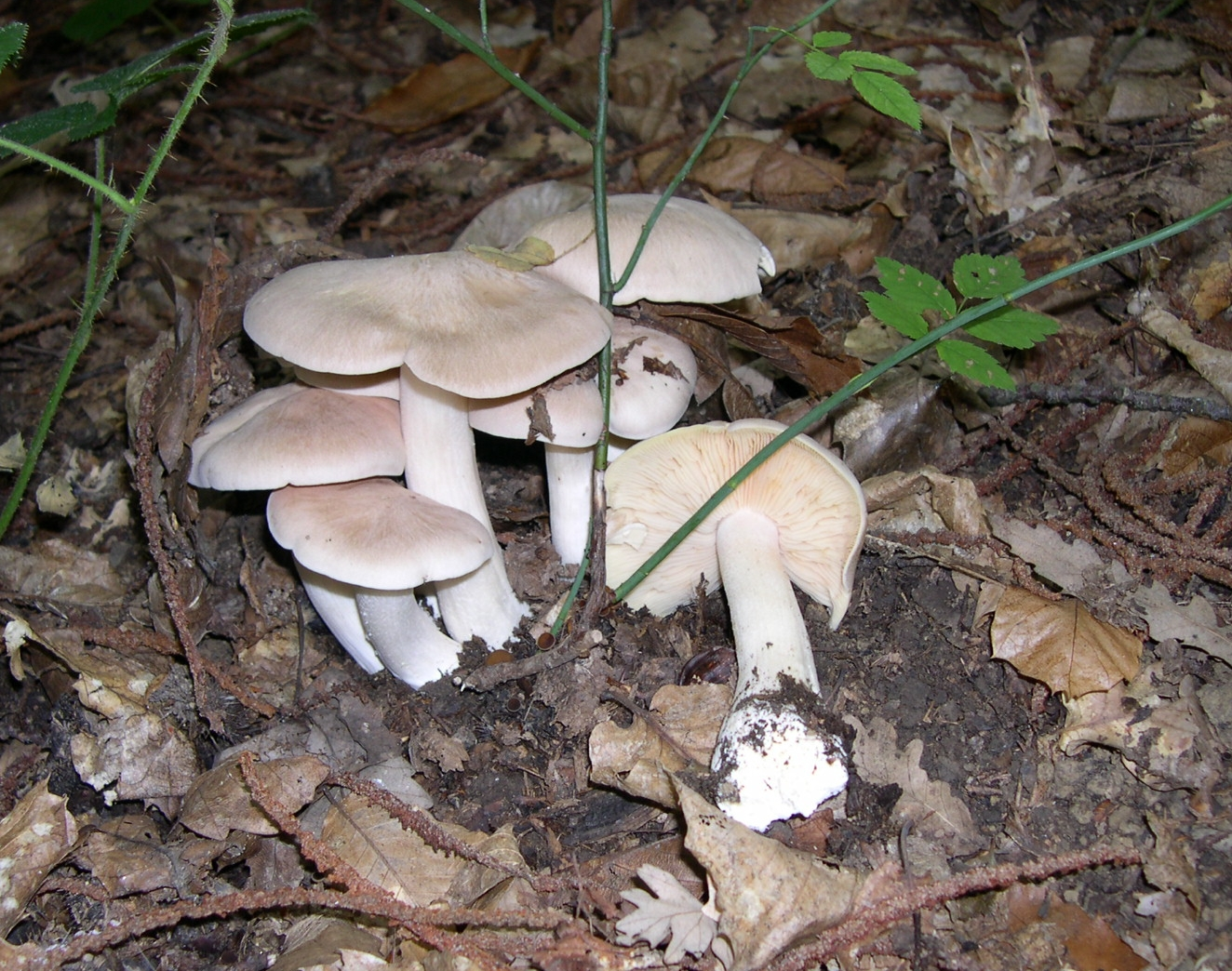
!!!Entoloma sinuatum!!!

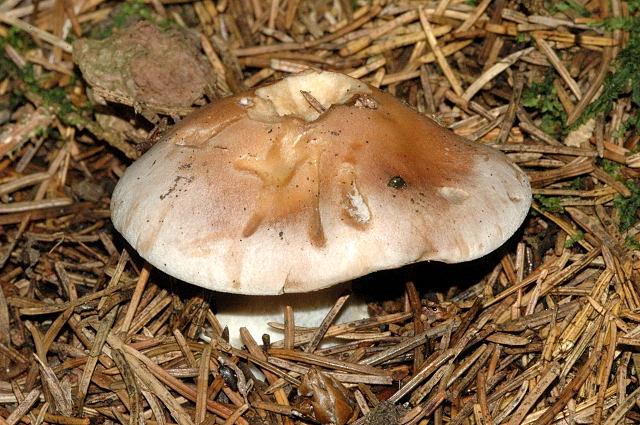
Lepista.glaucocana
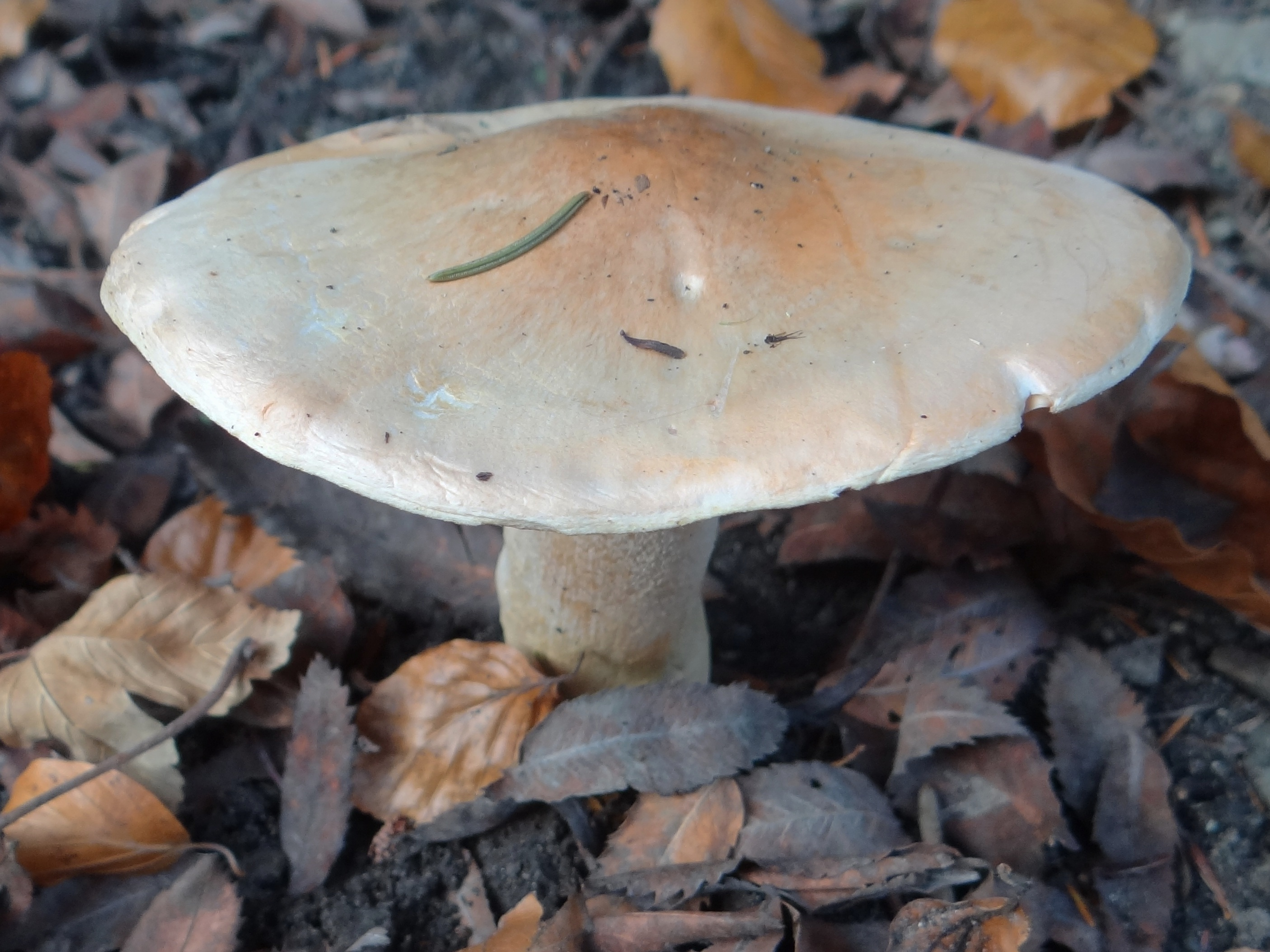
Lepista irina sin. Tricholoma irinum
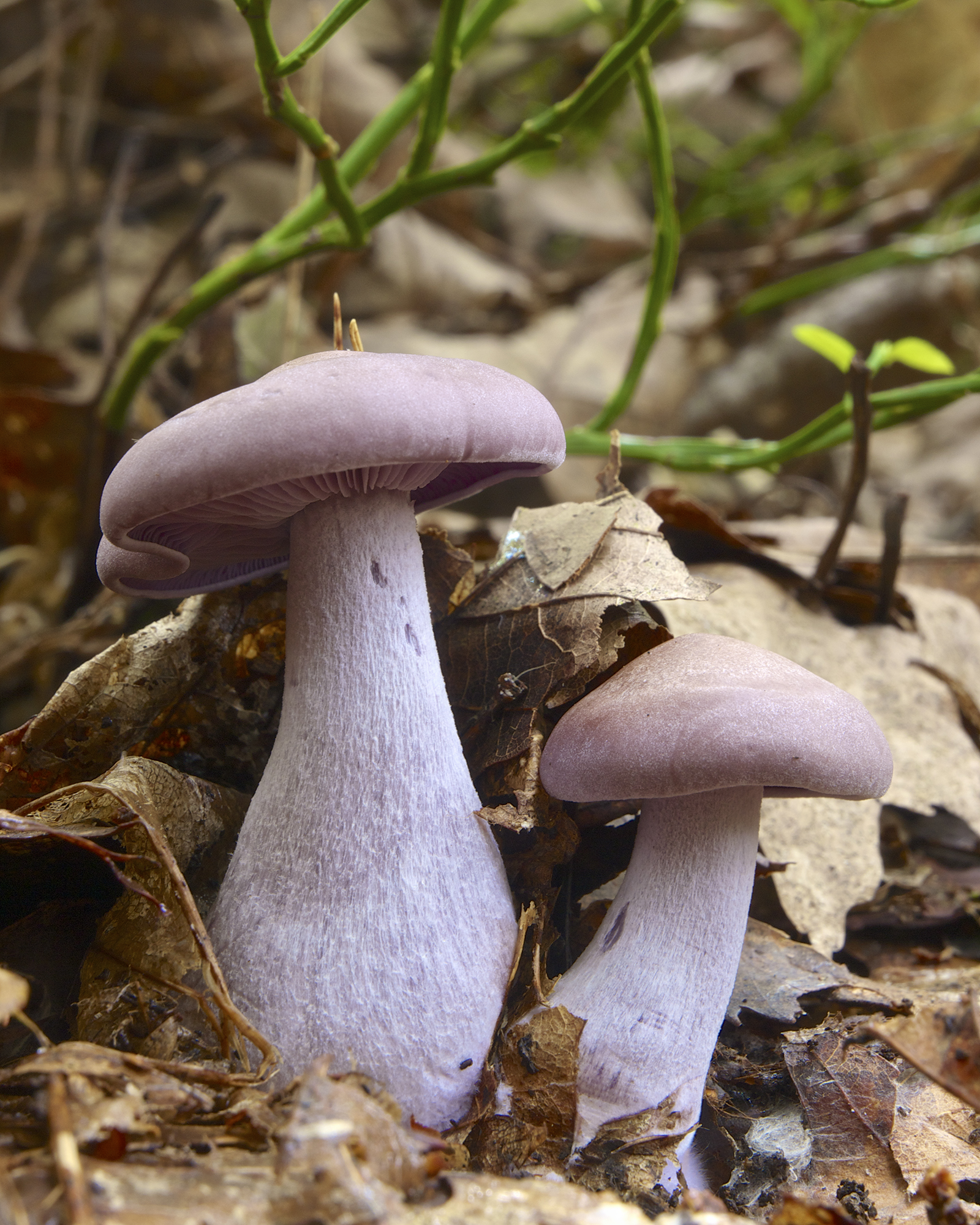
Lepista nuda
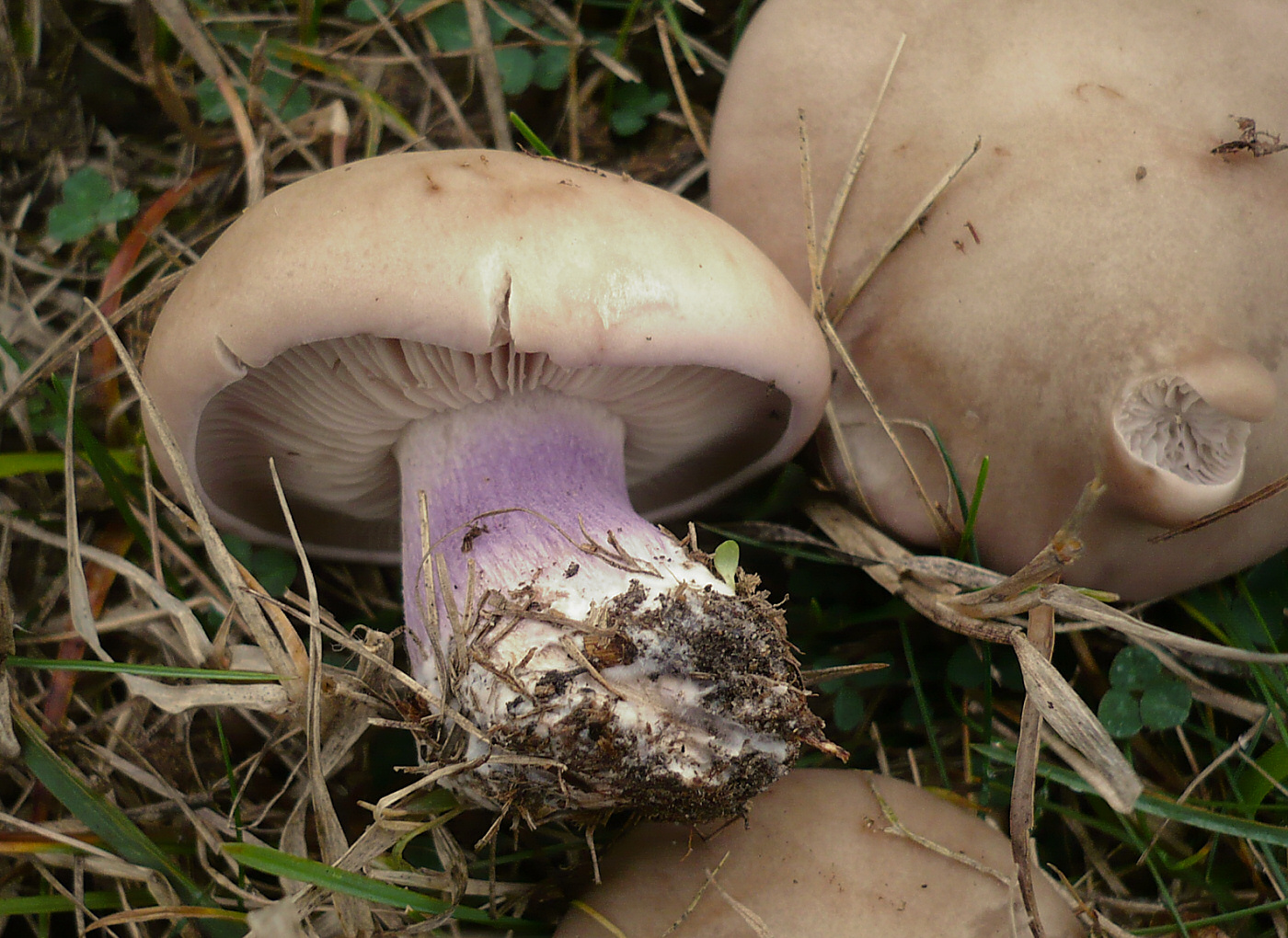
Lepista personata

## Valorificare

Nebularină

Cenușăreasa este ingerată crud otrăvitoare, fiind bogată în chitină și conținând sucuri specifice (trehaloză, manitol). Acumularea de trehaloză conduce la o fermentare responsabilă de diaree. Manitolul induce o presiune osmotică ridicată în intestin. În anul 1990 s-a dovedit, că ciuperca conține în plus și nebularină, cunoscută de asemenea sub desemnarea purinozină (C10H12N4O4), o nucleozidă care se compune din  riboză și purină, arătând de asemenea calități antibiotice. Aceste substanțe pricinuesc un sindrom digestiv la indivizi sensibili la acumulare provoacă deranjări gastrointestinale și la persoane mai insensibile.
Totuși, ciupercile cețurilor sunt de desemnat comestibile, dar ele trebuie mai întâi blanșate, apoi fierte înainte de consum, pentru a distruge termic eventualele toxine. Mai departe se recomandă numai culegerea de bureți tineri, un consum redus precum prepararea împreună cu alți bureți comestibili. Bureții sunt potriviți pentru conservarea în oțet sau ulei (după fierbere).